# Ze zijn terug
Ze zijn terug is een single van het Nederlandse muziekduo De Jazzpolitie uit 1993. Het stond in hetzelfde jaar als zesde track op het album De Jazzpolitie, waar het de tweede single van was, na Liefdesliedjes.

## Achtergrond
Ze zijn terug is geschreven door Peter Groot Kormelink en Herman Grimme en geproduceerd door Fluitsma & Van Tijn. Het is een protestlied uit het genre nederpop. Het lied was een protest tegen de opkomst van het rechts-radicalisme en het neonazisme. Het nummer wordt beschreven vanuit een Holocaust-overlever, die haar ervaringen weer herleeft door de rechts-radicale beelden die ze op tv ziet. In het midden van het nummer zit een fragment van een toespraak van Adolf Hitler. 
Het lied heeft een heel andere lading dan voorganger Liefdesliedjes, wat een erg luchtig nummer was. Hierom twijfelden de artiesten of het lied wel gedraaid zou worden op de radio. Bij Liefdesliedjes was radio-dj Chiel Montagne een van de eerste die het lied op de radio speelde. Met een belletje kort na het uitbrengen van de single liet hij ook weten dat hij Ze zijn terug een goed nummer vond. Hij draaide vervolgens dit lied ook veel op Hilversum 3. 
De B-kant van de single is een demo van het lied die de band in december van 1992 had opgenomen. Deze demo is met een lengte van 5:16 ruim een minuut langer dan het lied zelf.

## Hitnoteringen
Het duo had enig succes met het lied in Nederland. In de Mega Top 50 was het acht weken te vinden en piekte het op de dertiende plaats. Het kwam tot de zestiende plek van de Top 40 in de zes weken dat het in deze hitlijst stond.